# Aerenicopsis rejaneae
Aerenicopsis rejaneae là một loài bọ cánh cứng trong họ Cerambycidae.